# 渡辺宗太郎
渡辺 宗太郎（わたなべ そうたろう、1893年9月17日 - 1983年9月4日）は、日本の法学者。専門は憲法学、行政法。法学博士（京都帝国大学）。帝塚山大学第2代学長。京都大学名誉教授。

## 経歴
愛媛県出身。1922年京都帝国大学法学部卒。佐々木惣一門下。24年同助教授、31年教授。33年には滝川事件に遭遇し辞表を提出するも慰留され大学に残留した。1935年「地方自治の本質」で京都帝国大学法学博士。同年の天皇機関説事件において同説の踏襲者として大学の憲法講義担当から外れることとなる。同様に高等文官試験司法科憲法担当試験委員からも除かれた。1943-45年法学部長。
戦後は1949年に新制大学として発足した岡山大学に招かれ法文学部教授、初代学部長、（第六高等学校校長を兼任、1949-50年）。広島大学、徳島大学、愛媛大学にも出講。1953年関西大学法学部大学院博士課程開設のために招聘され教授就任、研究者育成に尽力した。1964年帝塚山大学開学に合わせ教授就任、1973年には学長となり75年に退任した。同年母校京都大学から名誉教授の称号を授与された。

## 栄典
- 1976年（昭和51年）4月29日 – 勲二等瑞宝章[9]

## 著書
- 『土地収用法論』弘文堂書房 1929
- 『自治制度論』現代政治学全集 日本評論社 1931
- 『行政法講義 総論,各論』弘文堂書房 1931-32
- 『地方自治の本質』弘文堂書房 1935
- 『日本行政法 上,下1,下2』弘文堂書房 1935-36
- 『行政法要綱』松華堂 1937
- 『地方自治制の研究 第1』有斐閣 1938
- 『行政法に於ける全体と個人』有斐閣 1940
- 『行政法 第1 新法学講話』ダイヤモンド社 1941
- 『ナチスの行政法理論 国家観の推移と其の展開』有斐閣 1943
- 『官吏の黙秘義務』有斐閣 1945
- 『平等について』大翠書院 1946
- 『新憲法讀本』弘文社 1946
- 『國民主權論』大翠書院 1947
- 『政治への意志』大翠書院 1948
- 『日本國憲法』有斐閣 1948
- 『新しい警察』三省堂出版 1949
- 『改正行政法』学林社 1949
- 『日本国行政法要論 上,下』有斐閣 1949-50
- 『日本國憲法要論』有斐閣 1949
- 『行政法大要』有信堂 1951
- 『憲法大要』有信堂 1951
- 『憲法の基本問題』有斐閣 1951
- 『続・憲法の基本問題』有斐閣 1956
- 『工業所有権法要説』有斐閣 1963

### 共著編
- 『新警察法と米国警察制度』杉村敏正共著 有斐閣 1948
- 『行政法各論』杉村章三郎共著 インターナシヨナルブツク 新法律学全書 1949
- 『図解行政法 実務と司法試験受験必携』編 高文社 法律学サブノート集 1952
- 『図解憲法 実務と司法試験受験必携』編 高文社 法律学サブノート集 1952
- 『工業所有権法』内田修共著 有斐閣 1958
- 『日本国憲法論』楠正純共著 有信堂 1967

### 記念論文集
- 『公法学の諸問題 渡辺宗太郎博士還暦記念』大西芳雄等編 有斐閣 1956
- 『行政救済の諸問題 渡辺宗太郎先生古稀記念論文集』有信堂 1970

## 論文
- Cinii